# Albesa (Viver)
Albesa, o Ubesa, és una masia de Viver al terme municipal de Viver i Serrateix (Berguedà), inclosa en l'Inventari del Patrimoni Arquitectònic de Catalunya.

## Descripció
Albesa és una masia d'origen medieval (segles XII-XIII) transformada al segle xvii i abandonada en l'actualitat. És de planta gairebé quadrada i consta de planta baixa i dos pisos. La planta baixa conserva encara part de les voltes de mig punt i d'arc apuntat, així com part de la interessant distribució de la masia d'època gòtica. Al primer pis, l'obertura de l'eixida i les finestres amb llinda són obra del segle xvii, així com la construcció de l'embigat de fusta, avui totalment destruït. L'aparell, força endreçat i ben treballat, és encara testimoni de l'antiguitat d'aquesta masia.

## Història
Sembla que en època iberoromana en aquest lloc ja hi havia una casa de pagès. La trobem documentada des de l'any 1010; conserva importants restes romàniques del segle xiii a la planta baixa, consistents en uns amplis arcs apuntats i els murs, fets amb carreus força regulars, sobre els quals es va bastir la nova masia al segle xvii.
L'any 1010 ja surt esmentat Mir d'Albesa i el 1187 consta el mas d'Albesa en l'Acta de Consagració de l'església parroquial de Sant Miquel de Lillet. Al segle xiv figura com una de les propietats del monestir de Santa Maria de Serrateix al terme del castell de Viver; aleshores el mas pagava censos en diners i en espècies (ordi, forment, civada, porc, vi i anyells). En un capbreu de vers el 1400 s'esmenta un mas d'Albesa de l'abadia de Serrateix.
En l'interessant arxiu conservat a la Masia de la Vall de Vilaramó (municipi de Gaià) del segle XIV-XV hi ha documents que fan referència a Ubesa. Com la Vall de Vilaramó i la casa de les Comes de Puig-reig (periques), Albesa fou una de les cases propietat d'Arnau Cescomes, arquebisbe de Tarragona. Cadascuna d'aquestes cases les deixà a una germana.